# Grand Paris Express
A Grand Paris Express a franciaországi Île-de-France régióban épülő új gyorsvasútvonalak csoportja. A projekt a párizsi metró négy új vonalát, valamint a meglévő 11-es és 14-es vonalak meghosszabbítását foglalja magában. Összesen 200 kilométernyi új pályát és 68 új állomást építenek ki, amelyek a tervek szerint napi 2 millió utast szolgálnak ki.
Az új vonalakat eredetileg szín szerint indexelték (Piros vonal, Rózsaszín vonal, Zöld vonal), de ez 2013-ban megváltozott, hogy a RATP által használt számozási konvenciót folytassák. Az új vonalakat ezért mostantól 15, 16, 17 és 18-as vonalaknak nevezik. A tervek szerint 2030-ig fokozatosan nyitják meg őket.
2013 augusztusa óta az Új Grand Paris irányítóbizottság negyedévente ülésezik. 2013 októberétől november közepéig tartották az első közvélemény-kutatást, amely a 15-ös vonal Pont de Sèvres-től Noisy-Champs-ig tartó déli szakaszára összpontosított. 2015-ben kezdődtek meg a 15-ös vonal munkálatai, amelynek első szakaszát akkoriban 2020 körül tervezték megnyitni a Pont de Sèvres metróállomás és a Noisy-Champs RER A állomás között. Ezt a vonalat először az Orbival projektben javasolták, majd az Arc Expressbe integrálták.